# يو إف سي ليلة القتال: فونت ضد جاربرانت
يو إف سي ليلة القتال: فونت ضد جاربرانت (بالإنجليزية: UFC Fight Night: Font vs. Garbrandt) (المعروف أيضًا باسم يو إف سي ليلة القتال 188 ويو إف سي على إي إس بي إن+ 46 ويو إف سي فيغاس 27) هو حدث لفنون القتال المختلطة نظمته يو إف سي، وأُقيم في 22 مايو 2021، على يو إف سي أبيكس في إنتربرايز، نيفادا، وهي جزء من منطقة لاس فيغاس الحضرية، الولايات المتحدة.